# Project Blue Book (serial telewizyjny)
Projekt Błękitna Księga (ang. Project Blue Book) – amerykański serial telewizyjny (dramat sci-fi, thriller) wyprodukowany przez A+E Studios, Compari Entertainment, History oraz ImageMovers, który jest emitowany od 8 stycznia 2019  roku przez History.
W Polsce serial jest emitowany od 4 października 2019 roku przez Epic Drama.

## Fabuła
Akcja serialu dzieje się w latach 50. Opowiada o tajnym projekcie Armii Stanów Zjednoczonych, którym kieruje  dr J. Allen Hynek, a dotyczy badania przypadków lądowania UFO na Ziemi. 

## Obsada

### Główna
- Aidan Gillen jako dr J. Allen Hynek[2]
- Michael Malarkey jako kapitan Michael Quinn[3]
- Laura Mennell jako Mimi Hynek[4]
- Ksenia Solo jako Susie Miller[5]
- Michael Harney jako generał Hugh Valentine[5]
- Neal McDonough jako generał James Harding

### Role drugoplanowe
- Robert John Burke jako William Fairchild
- Ian Tracey jako "The Fixer"
- Matt O'Leary jako porucznik Henry Fuller
- Nicholas Holmes jako Joel Hynek
- Currie Graham jako mąż Susie Miller
- Jill Morrison jako Faye

## Odcinki
| Sezon | Odcinki | Oryginalna emisja w History | Oryginalna emisja w History | Emisja w Polsce Epic Drama | Emisja w Polsce Epic Drama | Emisja w Polsce Epic Drama |
| Sezon | Odcinki | Premiera sezonu             | Finał sezonu                | Premiera sezonu            | Finał sezonu               |                            |
| ----- | ------- | --------------------------- | --------------------------- | -------------------------- | -------------------------- | -------------------------- |
| 1     | 10      | 8 stycznia 2019             | 12 marca 2019               | 4 października 2019        |                            |                            |
| 2     | 10      | 21 stycznia 2020            | 24 marca 2020               |                            |                            |                            |

## Sezon 1 (2019)
| Nr | #  | Tytuł                                                | Reżyseria        | Scenariusz                     | Premiera History | Premiera Epic Drama  |
| -- | -- | ---------------------------------------------------- | ---------------- | ------------------------------ | ---------------- | -------------------- |
| 1  | 1  | Walka powietrzna z UFO The Fuller Dogfight           | Robert Stromberg | David O'Leary                  | 8 stycznia 2019  | 4 października 2019  |
| 2  | 2  | Potwór z łąk The Flatwoods Monster                   | Robert Stromberg | Sean Jablonski                 | 15 stycznia 2019 | 4 października 2019  |
| 3  | 3  | Światła z Lubbock The Lubbock Lights                 | Pete Travis      | Harley Peyton                  | 22 stycznia 2019 | 11 października 2019 |
| 4  | 4  | Operation Paperclip                                  | Pete Travis      | David O'Leary, Thania St. John | 29 stycznia 2019 | 18 października 2019 |
| 5  | 5  | Światła na niebie Foo Fighters                       | Norma Bailey     | David O'Leary, Emily Brochin   | 5 lutego 2019    | 25 października 2019 |
| 6  | 6  | Kule zielonego ognia The Green Fireballs             | Norma Bailey     | Harley Peyton                  | 12 lutego 2019   | 1 listopada 2019     |
| 7  | 7  | Drużynowy The Scoutmaster                            | Thomas Carter    | Aaron Rapke, Stewart Kaye      | 19 lutego 2019   |                      |
| 8  | 8  | Gry wojenne War Games                                | Thomas Carter    | Thania St. John                | 26 lutego 2019   |                      |
| 9  | 9  | Uprowadzenie Abduction                               | Alex Graves      | Sean Jablonski                 | 5 marca 2019     |                      |
| 10 | 10 | Waszyngtońska karuzela The Washington Merry-Go Round | Alex Graves      | David O'Leary                  | 12 marca 2019    |                      |

## Sezon 2 (2020)
| Nr | #  | Tytuł                                                       | Reżyseria       | Scenariusz     | Premiera History | Premiera Epic Drama |
| -- | -- | ----------------------------------------------------------- | --------------- | -------------- | ---------------- | ------------------- |
| 11 | 1  | Incydent w Roswell - część I The Roswell Incident - Part I  | Deran Serafian  | David O'Leary  |                  |                     |
| 12 | 2  | Incydent w Roswell - część II The Roswell Incident - Part I | Deran Serafian  | Sean Jablonski |                  |                     |
| 13 | 3  | Strefa 51 Area 51                                           | Pete Travis     | Alec Wells     |                  |                     |
| 14 | 4  | Hopkinsville                                                | Pete Travis     | Harley Peyton  |                  |                     |
| 15 | 5  | Faceci w czerni The Men in Black                            | Wendey Stanzler | Emily Brochin  |                  |                     |
| 16 | 6  | Bliskie spotkania Close Encounters                          | Wendey Stanzler | Linda Burstyn  |                  |                     |
| 17 | 7  | Przekleństwo indiańskiego demona Curse of the Skinwalker    | Norma Bailey    | Harley Peyton  |                  |                     |
| 18 | 8  | Tuż pod powierzchnią What Lies Beneath                      | John Scott      | Alec Wells     |                  |                     |
| 19 | 9  | Nuklearne zagrożenie Broken Arrow                           | Norma Bailey    | Linda Burstyn  |                  |                     |
| 20 | 10 | Operacja Mainbrace Operation Mainbrace                      | Loni Peristere  | David O'Leary  |                  |                     |

## Produkcja
26 maja 2017 roku, stacja History zamówiła  pierwszy sezon serialu. Pod koniec października 2017 roku, ogłoszono, że główną rolę w serialu zagra Aidan Gillen.
W kolejnym miesiącu, poinformowano, że Laura Mennell, Michael Harney i Ksenia Solo dołączyli do obsady.
Na początku grudnia 2017 roku, ogłoszono, że Michael Malarkey otrzymał rolę jako kapitan Michael Quinn.
11 lutego 2019 roku, stacja History przedłużyła serial o drugi sezon.